# Ярославка (Дуванський район)
Яросла́вка (рос. Ярославка, башк. Ярославка) — село у складі Дуванського району Башкортостану, Росія. Адміністративний центр та єдиний населений пункт Ярославської сільської ради.
Населення — 2301 особа (2010; 2429 у 2002).
Національний склад:
- росіяни — 93 %